# カラー (映像制作会社)
株式会社カラー（英: khara, Inc.）は、日本の映像制作会社。日本動画協会正会員。

## 概要・沿革
ガイナックスの取締役だった庵野秀明が、同職を辞して2006年5月に設立。株式会社カラーの設立から4か月後の同年9月には、自社企画のアニメーションを制作するための制作スタジオであるスタジオカラーが設立された。代表取締役には庵野、取締役には川上量生、鶴巻和哉、安野モヨコ、轟木一騎、緒方智幸、田中美津子、小林浩康らが名を連ねる。
自社制作の長編アニメーション映画制作を旨としているが、スタジオジブリなどの他社制作の長編アニメーション映画やTVアニメの制作協力も行っている。2017年からは、テレビアニメ・テレビ番組・特殊映像の製作会社「ピー・プロダクション」の著作権管理窓口業務も行っている。2024年からは、ガイナックス（GAINAX）の商標、称号も取得管理している。
また、制作費に余裕を持つため会社として不動産投資も行っている。購入した不動産のリフォーム時には取締役で庵野の妻である安野モヨコが内装を決めている。
社名は、安野モヨコが命名した。色を意味する英語の「Color」ではなく、ギリシア語で「歓喜」を意味する「χαρά」に由来する。また、同社の社名のロゴも安野モヨコが手がけている。

## 特徴

### 人材育成と労働環境の改善
代表取締役の庵野は「動画の人材育成をしないとスタジオの血が若返らない」と主張し、動画マンや新人の育成に注力する考えを表明している。庵野は「アニメーション業界全体を改善するのはかなり難しい」と指摘しつつ「せめて自分のできる範囲ぐらいは何とかしよう」と述べており、その具体策としては「安定した収入や保険など可能な限り環境をよくしたい」と語り、「賞与だけでなく社員旅行や福利厚生にも力を入れていく」としている。経営に関しては「社員の老後まで考えて、きちんとした会社を作っていく。社長として安定した経営を心がける」とし、「アニメーションや特撮といった文化を遺していく作業にも従事していきたい」と意気込みを述べている。

### デジタル部
3DCGを内製化するためデジタル部門を有している。従来使用してきた3ds MaxからBlenderへの移行を進めている。また、Blender財団への賛同と開発資金の提供を発表した。
現在の拠点に移転したことを機に日本ヒューレット・パッカードのITインフラを導入した。

## ガイナックスとの関係
ガイナックスの初期から作品制作に参加し、その後取締役を務めていた庵野が独立して設立したスタジオである。彼は、当時のガイナックスの社内状況を鑑みて、構想していた新作を凍結、『新世紀エヴァンゲリオン』（以下『エヴァ』）のリメイクに踏み切るが、自身の意思を経営に反映して責任が取れる場所が必要であるという思いから、独立を決意したと記している。独立に際して庵野が『エヴァ』の原作者であることはガイナックス側も了解し、彼が手がけた作品でガイナックスが収入を得た場合は、一定の比率でロイヤルティーをカラーに支払う契約を結ぶ一方、『エヴァ』の版権管理や商品化の窓口は引き続きガイナックスが持つ形としていた。
しかし、2012年頃からガイナックスからのロイヤルティー支払が滞るようになり、同社の経営陣から分割払の申し入れを受けた庵野は、これを了承した。さらに、2年後には支払が進まない状況でガイナックスの経営維持を理由に1億円の融資を相談され、『エヴァ』の商品化窓口やロイヤルティーの分配業務の移譲を1年前倒しにすることと、計画通りの返済を条件に、無担保・無利子でそれに応じた。『エヴァ』の版権は、2014年にカラーに移管された。
だが、2016年4月に支払や返済が再び滞り、カラー側からの問い合わせに対しても一切の返答がなかったことから、同年8月にガイナックスに対して債権仮差押えを申し立て（執行された）、9月に貸金の返還訴訟を起こす。この裁判はカラー側が2017年に勝訴し、確定した。一方でガイナックスが過去の制作作品の資料を売却していたことが判明し、カラーはそれらを入手して特定非営利活動法人「アニメ特撮アーカイブ機構」に管理を委託した。
2019年12月、当時のガイナックスの社長が不祥事で逮捕された際、『エヴァ』と同社を結びつける報道がなされたことに対し、カラーは「『エヴァ』は当社の作品で、現在のガイナックスとは無関係である」と抗議する声明を公式に発表している。不祥事後にガイナックスの経営陣が刷新された際、カラーの版権管理会社「グラウンドワークス」の代表である神村靖宏が取締役社長に就任した。この刷新後にガイナックス制作作品のうち『パンティ&ストッキングwithガーターベルト』の著作権保有者がカラーに変更されたが、2023年にトリガーに譲渡された。
2024年6月7日、ガイナックスは公式サイトで5月29日に破産手続きの開始を申し立て、受理されたと発表した。合わせてカラーもコメントを発表し、これまでの経緯を説明。2019年にガイナックスの当時の代表取締役が逮捕された件について「『エヴァンゲリオン』シリーズを中心とする関連作品への風評被害を防ぐため、KADOKAWA様、キングレコード株式会社様、株式会社トリガー様にご協力をお願いしまして、各社から取締役に就任して頂く形で経営陣を刷新し、ガイナックス社の内情を把握、アニメーション業界内のスタジオや作家、クリエイター様への未払いだけでも解消をし、知的財産や資料の散逸を防ごうと、各協力会社と共に動いて参りました」。一方で、「内情を把握した段階で既に、手の施しようのない状況の債務超過を抱えている状態にあり、ガイナックス社として、業務の継続が困難になるとの判断が伝わって参りました」「多くの業界関係者への負債を少しでも解消するためにも、弊社からの支援を視野に検討を致しましたが、旧経営陣、前代表取締役の債務も保障せねばならないという理不尽な状況に繋がり、十全に返済を厚くする事が叶いませんでした」とした。

## その他
- 『月刊ニュータイプ』2011年6月号のスタジオカラー特集では、スタジオジブリの宮崎駿と鈴木敏夫、キングレコードの大月俊倫、Production I.Gの石井朋彦、ボンズ代表取締役の南雅彦、サンライズ代表取締役社長の内田健二、アニメーション監督の神山健治がカラーへ応援メッセージを送っている。
- オープニングロゴに、『帰ってきたウルトラマン』変身時の効果音が用いられているものが存在する（『ヱヴァンゲリヲン新劇場版』シリーズなど）。

## 作品

### テレビアニメ
| 開始年 | 放送期間         | タイトル                 | 監督              | アニメーション プロデューサー | 備考                                                    |
| ------ | ---------------- | ------------------------ | ----------------- | ----------------------------- | ------------------------------------------------------- |
| 2017年 | 2月              | 龍の歯医者               | 鶴巻和哉          | 岡島隆敏                      | アニメーション制作                                      |
| 2023年 | 10月 - 2024年3月 | オチビサン               | 鬼塚大輔 釣井省吾 | 桑原誠                        | アニメーション制作、豆粒町内会 シリーズ構成・脚本も担当 |
| 2025年 | 4月 - 6月        | 機動戦士Gundam GQuuuuuuX | 鶴巻和哉          | 杉谷勇樹                      | 共同制作：サンライズ                                    |

### 劇場アニメ
| 公開年 | 公開日   | タイトル                             | 監督                                      | アニメーション プロデューサー | 備考                                     |
| ------ | -------- | ------------------------------------ | ----------------------------------------- | ----------------------------- | ---------------------------------------- |
| 2007年 | 9月1日   | ヱヴァンゲリヲン新劇場版:序          | 庵野秀明（総） 摩砂雪 鶴巻和哉            | 小笠原宗紀 石川学             | アニメーション制作・共同配給・製作       |
| 2009年 | 6月27日  | ヱヴァンゲリヲン新劇場版:破          | 庵野秀明（総） 摩砂雪 鶴巻和哉            | 石川学 緒方智幸               | アニメーション制作・共同配給・宣伝・製作 |
| 2012年 | 11月17日 | ヱヴァンゲリヲン新劇場版:Q           | 庵野秀明（総） 磨砂雪 鶴巻和哉 前田真宏   | 緒方啓幸                      | アニメーション制作・共同配給・宣伝・製作 |
| 2021年 | 1月17日  | シン・エヴァンゲリオン劇場版𝄇        | 庵野秀明（総） 鶴巻和哉 中山勝一 前田真宏 | 杉谷勇樹                      | アニメーション制作・共同配給・宣伝・製作 |
| 2025年 | 1月17日  | 機動戦士Gundam GQuuuuuuX -Beginning- | 鶴巻和哉                                  | 杉谷勇樹                      | 劇場先行版、共同制作：サンライズ         |

### Webアニメ
| 配信年 | タイトル                                                                          | 監督            | 備考                                                                           |
| ------ | --------------------------------------------------------------------------------- | --------------- | ------------------------------------------------------------------------------ |
| 2013年 | 超亜空間防壁チーズ・ナポリタン - YouTube                                          | 鬼塚大輔        | アニメーション制作                                                             |
| 2014年 | スタジオカラーVSサイバーコネクトツー ガチンコ！アニメーション対決！ - YouTube     | 岩里昌則        | アニメーション制作                                                             |
| 2014年 | 日本アニメ（ーター）見本市 第01話 『龍の歯医者』                                  | 舞城王太郎      | アニメーション監督：鶴巻和哉                                                   |
| 2014年 | 日本アニメ（ーター）見本市 第02話 『HILL CLIMB GIRL』                             | 谷東            |                                                                                |
| 2014年 | 日本アニメ（ーター）見本市 第03話 『ME!ME!ME!』                                   | 吉崎響          | 原案：吉崎響                                                                   |
| 2014年 | 日本アニメ（ーター）見本市 第04話 『Carnage』                                     | 本間晃          | 原案：本間晃                                                                   |
| 2014年 | 日本アニメ（ーター）見本市 第05話 『安彦良和・板野一郎原撮集』                    | N/A             | 構成・編集：庵野秀明                                                           |
| 2014年 | 日本アニメ（ーター）見本市 第06話 『西荻窪徒歩20分2LDK敷礼2ヶ月ペット不可』       | 前田真宏 本田雄 | 原案：本田雄                                                                   |
| 2014年 | 日本アニメ（ーター）見本市 第07話 『until You come to me.』                       | 平松禎史        | 原作：庵野秀明                                                                 |
| 2015年 | 日本アニメ（ーター）見本市 第08話 『そこからの明日。』                            | 林明美          | 原案：林明美                                                                   |
| 2015年 | 日本アニメ（ーター）見本市 第09話 『電光超人グリッドマン boys invent great hero』 | 雨宮哲          | アニメーション制作：トリガー                                                   |
| 2015年 | 日本アニメ（ーター）見本市 第10話 『ヤマデロイド』                                | 堀内隆 江本正弘 | 原案：堀内隆、アニメーション制作：グラフィニカ                                 |
| 2015年 | 日本アニメ（ーター）見本市 第11話 『POWER PLANT No.33』                           | 吉浦康裕        | 原案：吉浦康裕、アニメーション制作：スタジオ六花×トリガー                      |
| 2015年 | 日本アニメ（ーター）見本市 第12話 『evangelion:Another Impact（Confidential）』   | 荒牧伸志        | 原作：庵野秀明、アニメーション制作：SOLA DIGITAL ARTS×スティーブンスティーブン |
| 2015年 | 日本アニメ（ーター）見本市 第13話 『Kanón』                                       | 前田真宏        |                                                                                |
| 2015年 | 日本アニメ（ーター）見本市 第14話 『SEX and VIOLENCE with MACHSPEED』             | 今石洋之        | 原案：今石洋之、アニメーション制作：トリガー                                   |
| 2015年 | 日本アニメ（ーター）見本市 第15話 『おばけちゃん』                                | コヤマシゲト    | 原作：コヤマシゲト                                                             |
| 2015年 | 日本アニメ（ーター）見本市 第16話 『月影のトキオ』                                | 水野貴信        | アニメーション制作：神風動画                                                   |
| 2015年 | 日本アニメ（ーター）見本市 第17話 『三本の証言者』                                | うつのみや理    | 原案：うつのみや理                                                             |
| 2015年 | 日本アニメ（ーター）見本市 第18話 『オチビサン』                                  | 川村真司        | 制作：太陽企画                                                                 |
| 2015年 | 日本アニメ（ーター）見本市 第19話 『I can Friday by day!』                        | 鶴巻和哉        |                                                                                |
| 2015年 | 日本アニメ（ーター）見本市 第20A話 『ME!ME!ME! CHRONIC feat.daoko / TeddyLoid』   | 吉崎響          | 編集：吉崎響                                                                   |
| 2015年 | 日本アニメ（ーター）見本市 第20B話 『(Making of) evangelion:Another Impact』      | 松本勝          | 編集：松本勝                                                                   |
| 2015年 | 日本アニメ（ーター）見本市 第21話 『偶像戦域』                                    | 山下いくと      | 原案：山下いくと、アニメーション監督：古橋一浩                                 |
| 2015年 | 日本アニメ（ーター）見本市 第22話 『イブセキ ヨルニ』                             | 平松禎史        |                                                                                |
| 2015年 | 日本アニメ（ーター）見本市 第23話 『鼻下長紳士回顧録』                            | N/A             | 制作：コルク                                                                   |
| 2015年 | 日本アニメ（ーター）見本市 第24話 『神速のRouge』                                 | 鬼塚大輔        | 原案：鬼塚大輔                                                                 |
| 2015年 | 日本アニメ（ーター）見本市 第25話 『HAMMERHEAD』                                  | 舞城王太郎      | 原案：舞城王太郎、アニメーション監督：前田真宏                                 |
| 2015年 | 日本アニメ（ーター）見本市 第26話 『コント ころしや 1989』                        | 中澤一登        |                                                                                |
| 2015年 | 日本アニメ（ーター）見本市 第27話 『ブブとブブリーナ』                            | なかむらたかし  | 原案：なかむらたかし、アニメーション制作：スタジオコロリド                     |
| 2015年 | 日本アニメ（ーター）見本市 第28話 『ENDLESS NIGHT』                               | 山本沙代        |                                                                                |
| 2015年 | 日本アニメ（ーター）見本市 第29話 『ヒストリー機関』                              | 吉浦康裕        | 原案：吉浦康裕、アニメーション制作：スタジオ六花×トリガー                      |
| 2015年 | 日本アニメ（ーター）見本市 第30話 『ザ・ウルトラマン』                            | 横山彰利        |                                                                                |
| 2015年 | 日本アニメ（ーター）見本市 第31話 『GIRL』                                        | 吉崎響          | 原案：吉崎響                                                                   |
| 2015年 | 日本アニメ（ーター）見本市 第32話 『新世紀いんぱくつ。』                          | 櫻木優平        |                                                                                |
| 2015年 | 日本アニメ（ーター）見本市 第33話 『世界の国からこんにちは』                      | 片山一良        | アニメーション制作：ブリッジ                                                   |
| 2015年 | 日本アニメ（ーター）見本市 第34話 『旅のロボから』                                | 沖浦啓之        | 原案：沖浦啓之                                                                 |
| 2015年 | 日本アニメ（ーター）見本市 第35話 『カセットガール』                              | 小林浩康        | 原案：小林浩康                                                                 |
| 2016年 | 日本アニメ（ーター）見本市 EXTRA 『機動警察パトレイバーREBOOT』                   | 吉浦康裕        |                                                                                |

### 特撮・映画
| 公開年 | 公開日  | タイトル           | 監督     | 備考     |
| ------ | ------- | ------------------ | -------- | -------- |
| 2011年 | 9月3日  | 監督失格           | 平野勝之 | 共同製作 |
| 2012年 | 7月10日 | 巨神兵東京に現わる | 樋口真嗣 | 共同制作 |
| 2022年 | 5月13日 | シン・ウルトラマン | 樋口真嗣 | 共同製作 |
| 2023年 | 3月18日 | シン・仮面ライダー | 庵野秀明 | 共同製作 |

### アニメミュージックビデオ
| 年     | アーティスト | タイトル         | 備考                                  |
| ------ | ------------ | ---------------- | ------------------------------------- |
| 2011年 | メーウ       | pair＊           | アニメーション制作                    |
| 2014年 | 宇多田ヒカル | Beautiful World  | アニメーション制作                    |
| 2015年 | DAOKO        | さみしいかみさま | アニメーション制作                    |
| 2016年 | 宇多田ヒカル | 桜流し           | ヱヴァQバージョン、アニメーション制作 |
| 2022年 | Eve          | 暴徒             | アニメーション制作                    |

### ゲーム
| 年     | タイトル                                       | 監督     | 備考                             |
| ------ | ---------------------------------------------- | -------- | -------------------------------- |
| 2013年 | 魔神STATION                                    | N/A      | プロモーションアニメーション制作 |
| 2017年 | GRAVITY DAZE 2                                 | 岩里昌則 | 劇中アニメーション制作           |
| 2017年 | ファイアーエムブレム Echoes もうひとりの英雄王 | 池田由美 | 劇中アニメーション制作           |
| 2019年 | Ace Combat 7: Skies Unknown                    | 吉崎響   | 劇中シネマティクス制作           |

### その他
| 年     | タイトル                                                   | 備考                                                               |
| ------ | ---------------------------------------------------------- | ------------------------------------------------------------------ |
| 2012年 | コンテンツビジネス最前線 ジャパコンTV                      | 新オープニングアニメーション制作                                   |
| 2013年 | Peaceful Times(F02)petit film                              | アニメーション制作                                                 |
| 2016年 | よいこのれきしアニメ おおきなカブ（株）                    | アニメーション制作                                                 |
| 2017年 | GRAVITY DAZE The Animation 〜Overture〜                    | アニメーション制作                                                 |
| 2019年 | エヴァンゲリオン 使徒、博多襲来                            | 3Dプロジェクションマッピングアニメ、共同制作:プロジェクトスタジオQ |
| 2021年 | アイドルマスターシリーズ コンセプトムービー2021『VOY@GER』 | アニメーション制作、共同制作:CloverWorks                           |
| 2022年 | Adam by Eve: A Live in Animation                           | アニメーション制作                                                 |

## 制作協力等

### テレビアニメ（制作協力等）
| 放送年 | タイトル                                                 | 制作元請                         | 備考                                  |
| ------ | -------------------------------------------------------- | -------------------------------- | ------------------------------------- |
| 2007年 | 天元突破グレンラガン                                     | GAINAX                           | 動画                                  |
| 2008年 | ペルソナ 〜トリニティ・ソウル〜                          | A-1 Pictures                     | 原画                                  |
| 2011年 | Fate/Zero                                                | ufotable                         | 動画                                  |
| 2011年 | STAR DRIVER 輝きのタクト                                 | ボンズ                           | 第14-25話 オープニング絵コンテ        |
| 2011年 | THE IDOLM@STER                                           | A-1 Pictures                     | 動画検査                              |
| 2011年 | ベン・トー                                               | david production                 | 動画                                  |
| 2012年 | うぽって!!                                               | XEBEC                            | 動画                                  |
| 2012年 | ポケットモンスター ベストウイッシュ シーズン2            | オー・エル・エム                 | 動画                                  |
| 2013年 | 俺の妹がこんなに可愛いわけがない。                       | A-1 Pictures                     | 動画                                  |
| 2013年 | 東京レイヴンズ                                           | エイトビット                     | 動画                                  |
| 2013年 | 惡の華                                                   | ZEXCS                            | 動画                                  |
| 2013年 | 夜桜四重奏 〜ハナノウタ〜                                | タツノコプロ                     | 制作進行                              |
| 2013年 | あいうら                                                 | LIDENFILMS                       | 動画                                  |
| 2013年 | イナズマイレブンGO クロノ・ストーン                      | オー・エル・エム                 | 動画                                  |
| 2013年 | キルラキル                                               | TRIGGER                          | 動画                                  |
| 2013年 | 異能バトルは日常系のなかで                               | TRIGGER                          | 動画                                  |
| 2014年 | スペース☆ダンディ                                        | ボンズ                           | 動画                                  |
| 2014年 | キャプテン・アース                                       | ボンズ                           | 動画                                  |
| 2014年 | 残響のテロル                                             | MAPPA                            | 動画                                  |
| 2014年 | ハイキュー!!                                             | Production I.G                   | 動画                                  |
| 2014年 | 結城友奈は勇者である                                     | Studio五組                       | CG制作                                |
| 2014年 | デンキ街の本屋さん                                       | シンエイ動画                     | 動画                                  |
| 2014年 | そにアニ -SUPER SONICO THE ANIMATION-                    | WHITE FOX                        | 第06話エンディングアニメーション制作  |
| 2014年 | 七つの大罪                                               | A-1 Pictures                     | 動画                                  |
| 2014年 | 四月は君の嘘                                             | A-1 Pictures                     | 動画                                  |
| 2015年 | 銀魂゜                                                   | BN Pictures                      | 動画                                  |
| 2015年 | ドラゴンボール超                                         | 東映アニメーション               | 第16話                                |
| 2015年 | 名探偵コナン                                             | トムス・エンタテインメント       | 動画                                  |
| 2015年 | 機動戦士ガンダム サンダーボルト                          | サンライズ                       | 動画                                  |
| 2016年 | 僕だけがいない街                                         | A-1 Pictures                     | 動画                                  |
| 2016年 | Dimension W                                              | Studio 3Hz × ORANGE              | 動画                                  |
| 2016年 | 宇宙パトロールルル子                                     | TRIGGER                          | 美術                                  |
| 2016年 | ポケットモンスター XY&Z                                  | オー・エル・エム                 | 動画                                  |
| 2016年 | 虹色デイズ                                               | プロダクション リード            | 動画                                  |
| 2016年 | アクティヴレイド 機動強襲室第八係                        | プロダクションアイムズ           | 撮影協力                              |
| 2016年 | 僕のヒーローアカデミア                                   | ボンズ                           | 動画                                  |
| 2016年 | 文豪ストレイドッグス                                     | ボンズ                           | 各話制作協力                          |
| 2016年 | 三者三葉                                                 | 動画工房                         | 第02話 原画・動画・絵コンテ・演出協力 |
| 2016年 | フリップフラッパーズ                                     | Studio 3Hz                       | 動画                                  |
| 2016年 | 機動戦士ガンダムUC RE:0096                               | サンライズ                       | 各話制作協力                          |
| 2016年 | ユーリ!!! on ICE                                         | MAPPA                            | 撮影                                  |
| 2016年 | くまみこ                                                 | キネマシトラス、EMTスクエアード  | 動画                                  |
| 2016年 | Occultic;Nine -オカルティック・ナイン-                   | A-1 Pictures                     | 動画                                  |
| 2016年 | 舟を編む                                                 | ZEXCS                            | 動画                                  |
| 2016年 | ジョーカー・ゲーム                                       | Production I.G                   | 動画                                  |
| 2016年 | ラブライブ!サンシャイン!!                                | サンライズ                       | 動画                                  |
| 2016年 | 三者三葉                                                 | 動画工房                         | 動画                                  |
| 2017年 | アイドルマスター SideM                                   | A-1 Pictures                     | 動画                                  |
| 2017年 | おそ松さん                                               | studioぴえろ                     | 動画                                  |
| 2017年 | 18if                                                     | GONZO                            | 動画                                  |
| 2017年 | Fate/Apocrypha                                           | A-1 Pictures                     | 動画                                  |
| 2017年 | 宝石の国                                                 | オレンジ                         | 動画                                  |
| 2017年 | 魔法陣グルグル                                           | Production I.G                   | 動画                                  |
| 2017年 | Re:CREATORS                                              | TROYCA                           | 撮影                                  |
| 2018年 | アイカツスターズ!                                        | サンライズ                       | 動画                                  |
| 2018年 | ガンダムビルドダイバーズ                                 | サンライズ                       | 動画                                  |
| 2018年 | ひそねとまそたん                                         | ボンズ                           | 動画                                  |
| 2018年 | ダーリン・イン・ザ・フランキス                           | A-1 Pictures、TRIGGER            | 3DCG・モニターグラフィックス          |
| 2018年 | それいけ!アンパンマン                                    | トムス・エンタテインメント       | 動画                                  |
| 2018年 | アイドリッシュセブン                                     | TROYCA                           | 撮影                                  |
| 2018年 | ドラえもん                                               | シンエイ動画                     | 動画                                  |
| 2018年 | レイトン ミステリー探偵社 〜カトリーのナゾトキファイル〜 | ライデンフィルム                 | 動画                                  |
| 2018年 | BANANA FISH                                              | MAPPA                            | 動画                                  |
| 2018年 | ゾイドワイルド                                           | オー・エル・エム                 |                                       |
| 2018年 | 僕のヒーローアカデミア                                   | ボンズ                           | 動画                                  |
| 2018年 | 信長の忍び〜姉川・石山篇〜                               | トムス・エンタテインメント       | 動画                                  |
| 2018年 | ゴールデンカムイ                                         | ジェノスタジオ                   |                                       |
| 2019年 | 名探偵コナンSP 紅の修学旅行(鮮恋編・恋紅編)              | トムス・エンタテインメント       |                                       |
| 2019年 | クレヨンしんちゃん                                       | シンエイ動画                     | 動画                                  |
| 2019年 | モブサイコ100 II                                         | ボンズ                           | 動画                                  |
| 2019年 | なつぞら                                                 | NHK総合                          | アニメパート原画                      |
| 2019年 | 歌舞伎町シャーロック                                     | Production I.G                   |                                       |
| 2019年 | 星合の空                                                 | エイトビット                     |                                       |
| 2019年 | アズールレーン                                           | バイブリーアニメーションスタジオ |                                       |
| 2019年 | MIX                                                      | オー・エル・エム                 |                                       |
| 2021年 | アイドリッシュセブン Third BEAT!                         | TROYCA                           |                                       |
| 2021年 | 白い砂のアクアトープ                                     | P.A.WORKS                        |                                       |
| 2022年 | ヤマノススメ Next Summit                                 | エイトビット                     | 制作進行                              |
| 2024年 | 怪獣8号                                                  | Production I.G                   | 怪獣デザイン&ワークス                 |
| 2025年 | 怪獣8号（第2期）                                         | Production I.G                   | 怪獣デザイン&ワークス                 |

### 劇場アニメ（制作協力等）
| 公開年 | タイトル                                                  | 制作元請                       | 備考                                 |
| ------ | --------------------------------------------------------- | ------------------------------ | ------------------------------------ |
| 2008年 | 崖の上のポニョ                                            | スタジオジブリ                 | 制作協力                             |
| 2010年 | 劇場版 機動戦士ガンダム00 -A wakening of the Trailblazer- | サンライズ                     | モニターグラフィックス               |
| 2011年 | 劇場版 マクロスF 恋離飛翼〜サヨナラノツバサ〜             | ビックウエスト                 |                                      |
| 2011年 | 攻殻機動隊 S.A.C. SOLID STATE SOCIETY 3D                  | Production I.G                 | CG協力                               |
| 2011年 | コクリコ坂から                                            | スタジオジブリ                 |                                      |
| 2011年 | とある飛空士への追憶                                      | トムス・エンタテインメント     |                                      |
| 2013年 | 空の境界 未来福音                                         | ufotable                       |                                      |
| 2013年 | 劇場版 STEINS;GATE 負荷領域のデジャヴ                     | WHITE FOX                      |                                      |
| 2013年 | それいけ!アンパンマン とばせ! 希望のハンカチ              | トムス・エンタテインメント     |                                      |
| 2013年 | リトルウィッチアカデミア                                  | TRIGGER                        |                                      |
| 2013年 | 風立ちぬ                                                  | スタジオジブリ                 | 作画協力                             |
| 2013年 | ピカチュウとイーブイ☆フレンズ                             | オー・エル・エム               |                                      |
| 2013年 | 劇場版 魔法少女まどか☆マギカ ［新編］叛逆の物語           | シャフト                       |                                      |
| 2014年 | ジョバンニの島                                            | Production I.G                 |                                      |
| 2014年 | パロルのみらい島                                          | シンエイ動画                   |                                      |
| 2014年 | 思い出のマーニー                                          | スタジオジブリ                 |                                      |
| 2014年 | ポケモン・ザ・ムービーXY 破壊の繭とディアンシー           | オー・エル・エム               |                                      |
| 2014年 | ピカチュウ、これなんのカギ?                               | オー・エル・エム               |                                      |
| 2014年 | それいけ!アンパンマン りんごぼうやとみんなの願い          | トムス・エンタテインメント     |                                      |
| 2014年 | 宇宙戦艦ヤマト2199 星巡る方舟                             | XEBEC                          |                                      |
| 2015年 | バケモノの子                                              | スタジオ地図                   |                                      |
| 2015年 | 台風のノルダ                                              | スタジオコロリド               |                                      |
| 2015年 | 百日紅 〜Miss HOKUSAI〜                                   | Production I.G                 |                                      |
| 2015年 | 映画 妖怪ウォッチ エンマ大王と5つの物語だニャン!          | オー・エル・エム               |                                      |
| 2016年 | 傷物語〈I 鉄血篇〉                                        | シャフト                       |                                      |
| 2016年 | 同級生                                                    | A-1 Pictures                   |                                      |
| 2016年 | アクセル・ワールド INFINITE∞BURST                         | サンライズ                     |                                      |
| 2016年 | それいけ!アンパンマン おもちゃの星のナンダとルンダ        | トムス・エンタテインメント     |                                      |
| 2016年 | 傷物語〈II 熱血篇〉                                       | シャフト                       |                                      |
| 2016年 | 君の名は。                                                | コミックス・ウェーブ・フィルム |                                      |
| 2017年 | メアリと魔女の花                                          | スタジオポノック               | 製作・作画協力                       |
| 2017年 | 傷物語〈III 冷血篇〉                                      | シャフト                       |                                      |
| 2018年 | ニンジャバットマン                                        | 神風動画、YAMATOWORKS          |                                      |
| 2018年 | 僕のヒーローアカデミア THE MOVIE 〜2人の英雄〜            | ボンズ                         |                                      |
| 2018年 | あさがおと加瀬さん。                                      | ZEXCS                          |                                      |
| 2018年 | 若おかみは小学生!                                         | DLE、マッドハウス              |                                      |
| 2018年 | クレヨンしんちゃん 爆盛!カンフーボーイズ〜拉麺大乱〜      | シンエイ動画                   |                                      |
| 2018年 | 名探偵コナン ゼロの執行人                                 | トムス・エンタテインメント     |                                      |
| 2018年 | 機動戦士ガンダムNT                                        | サンライズ                     | モニターワーク                       |
| 2019年 | プロメア                                                  | TRIGGER                        | 3DCG・モーショングラフィックデザイン |
| 2019年 | 天気の子                                                  | コミックス・ウェーブ・フィルム |                                      |
| 2019年 | きみと、波にのれたら                                      | サイエンスSARU                 |                                      |
| 2021年 | 機動戦士ガンダム 閃光のハサウェイ                         | サンライズ                     |                                      |
| 2021年 | 竜とそばかすの姫                                          | スタジオ地図                   |                                      |
| 2021年 | EUREKA/交響詩篇エウレカセブン ハイエボリューション        | ボンズ                         |                                      |
| 2022年 | 鹿の王 ユナと約束の旅                                     | Production I.G                 |                                      |
| 2023年 | 君たちはどう生きるか                                      | スタジオジブリ                 | 作画協力                             |

### OVA（制作協力等）
| 発売年 | タイトル                                          | 制作元請   | 備考           |
| ------ | ------------------------------------------------- | ---------- | -------------- |
| 2011年 | 機動戦士ガンダムUC episode 3 「ラプラスの亡霊」   | サンライズ | モニターワーク |
| 2011年 | 機動戦士ガンダムUC episode 4 「重力の井戸の底で」 | サンライズ | モニターワーク |
| 2012年 | 機動戦士ガンダムUC episode 5 「黒いユニコーン」   | サンライズ | モニターワーク |
| 2014年 | 機動戦士ガンダムUC episode 7 「虹の彼方に」       | サンライズ | モニターワーク |

### Webアニメ（制作協力等）
| 配信年 | タイトル                                     | 制作元請       | 備考       |
| ------ | -------------------------------------------- | -------------- | ---------- |
| 2013年 | 攻殻機動隊ARISE EPISODE:[.jp]                |                | CG部分制作 |
| 2016年 | 知力丸                                       | STUDIO 4℃      |            |
| 2018年 | アイドリッシュセブン Vibrato                 | TRIGGER        | 撮影       |
| 2019年 | デュエル・マスターズ プレイス 世界観ムービー | WIT STUDIO     |            |
| 2019年 | SUPER SHIRO                                  | サイエンスSARU |            |

### 実写（制作協力等）
| 公開年 | タイトル     | 制作         | 備考                                         |
| ------ | ------------ | ------------ | -------------------------------------------- |
| 2013年 | ガッチャマン | 日活         |                                              |
| 2016年 | シン・ゴジラ | 東宝映画     | プリヴィズ制作・モニターグラフィックデザイン |
| 2025年 | 新幹線大爆破 | エピスコープ | モニターグラフィックスデザイン               |

### その他（制作協力等）
| 年     | タイトル                                                  | 備考                     |
| ------ | --------------------------------------------------------- | ------------------------ |
| 2009年 | SH-06A NERV                                               | デザイン                 |
| 2011年 | 『コクリコ坂から』公開記念 手嶌葵 360°ライヴ in nicofarre | 映像演出・ディレクション |
| 2012年 | SH-06D NERV                                               | 監修                     |
| 2017年 | Fate/Grand Order（ゲーム）                                | OP撮影、制作元請:TROYCA  |
| 2017年 | 準天頂衛星システム『みちびき』2 - 4号機ミッションロゴ     | 仕上げ                   |

## 受賞
- 2017年3月10日、「VFX-JAPANアワード2017」の、ショートフィルム部門 最優秀賞として、『機動警察パトレイバーREBOOT』が選ばれた。受賞者 株式会社カラー デジタル部 CGI作画監督 松井祐亮[25]。

## 関連人物

### 作画部
- 庵野秀明（代表取締役社長）
- 鶴巻和哉（取締役・作画部長・所属アニメーション監督）
- 摩砂雪（相談役・所属アニメーション監督）
- 貞本義行（相談役・所属アニメーター・漫画家）
- 松原秀典（所属アニメーター）
- 林明美（所属アニメーター）
- 田中達也（所属アニメーター）
- 前田真宏（所属アニメーション監督）

- 沖浦啓之（所属アニメーション監督）[26]
- 吉崎響（所属映像ディレクター）
- 井関修一（所属アニメーター）
- 村田康人（所属動画検査）
- 池田由美（所属アニメーター）
- 大島塔也（所属アニメーター）
- 谷田部透湖（所属アニメーター）[27]
- 小堀史絵（所属アニメーター）
- 浅野元（所属アニメーター）

### 制作部
- 安野モヨコ（取締役）
- 緒方智幸（代表取締役副社長・所属プロデューサー）
- 轟木一騎（取締役・企画部長）
- 川上量生（取締役）
- 田中美津子（取締役）
- 岡島隆敏（制作部長）
- 島居理恵（海外展開戦略担当・音楽渉外担当プロデューサー）[28]

### デジタル部
- 小林浩康（取締役・デジタル部長・所属CGI監督）
- 鬼塚大輔（所属CGI監督）
- 鈴木貴志（所属3Dアニメーター）
- 松井祐亮（所属3Dアニメーター）
- 宮城健（所属3Dアニメーター）
- 増田朋子（所属2D WORKS）

- 浦林和紀（所属撮影、コンポジット）
- 岩里昌則（所属3Dアニメーター）
- 仲眞良一（所属3Dアニメーター）
- 釣井省吾（所属3Dアニメーター）
- 山田豊徳（撮影監督）

### 退社・物故
- 鈴木俊二（元所属アニメーター）
- 瓶子修一（元デジタル部長・CGIプロデューサー）
- 小野承國（元所属アニメーター）
- 吉井勝也（元所属アニメーター）
- 中村颯（元所属アニメーター）
- 布施侑記（元所属アニメーター）
- 増尾昭一（所属アニメーション監督。2017年7月24日死去）
- 平松禎史（元所属アニメーター、現：MAPPA所属）
- 本田雄（元所属アニメーター、現：スタジオジブリ所属）

### その他
- 鷺巣詩郎（ピー・プロダクション代表取締役・作曲家）
- 樋口真嗣（オーバーロード所属特技監督・映画監督）
- 大月俊倫（キングレコード元専務取締役・プロデューサー）
- 山下いくと（フリーメカニックデザイン・漫画家）
- コヤマシゲト（フリーアニメーター）
- 菊地和子（Wish所属色彩設定）
- 福士享（T2スタジオ所属撮影監督）
- 吉成曜（トリガー所属アニメーター）

- 小松田大全（フリーアニメーター）
- 中山勝一
- 橋本敬史（タツノコプロ所属アニメーター）
- 井上俊之
- 高倉武史
- 渡部隆
- 本間晃
- 野口透
- 向田隆

- 串田達也
- 加藤浩
- 奥田淳
- 西尾鉄也
- 安藤雅司
- 伊藤秀次
- 黄瀬和哉

## 関連企業
- 株式会社グラウンドワークス - 2010年設立。「エヴァンゲリオン」シリーズの著作権・キャラクターライセンス管理、商品の企画・販売などを手掛ける。
- 株式会社でほぎゃらりー - カラー、ドワンゴ、スタジオポノックの3社により2015年設立。
- 株式会社プロジェクトスタジオQ - カラー、ドワンゴ、学校法人麻生塾の3社により2017年設立。
- アニメ特撮アーカイブ機構 - 2017年設立。特定非営利活動法人。2023年に認定NPOとなる。
- 日本アニメ（ーター）見本市有限責任事業組合 - 2014年にカラードワンゴ有限責任事業組合として設立。2021年に解散。
- CRAFTAR - 2011年にSTEVE N' STEVENとして設立。株式譲渡後、2022年に解散。
- 株式会社バカー - 『つぐのひ』等のインディゲーム制作。2018年に設立、2019年に株式譲渡及び庵野取締役辞任。
- 八万・能 - 2020年に設立、2022年に解散。
- 一般社団法人アニメシステムコミュニティ - 株式会社ワコム、ufotable有限会社と共同で2024年設立。システム部主任の三澤一樹が理事を務める。